# Хусейн Фахри-паша
Хусейн Фахри-паша (араб. حسين فخري باشا‎; 1843, Каир — 1920, Каир, Египет) — османский государственный и политический деятель. Премьер-министр Египта (1893).

## Биография
Турок по происхождению. Находился на посту премьер-министра Египта в течение трёх дней с 15 января 1893 по 18 января 1893 года. Ранее был министром кабинета министров и министром общественных работ Египта во время строительства Асуанской плотины.

## Награды
- Почётный рыцарь Большой Крест Ордена Святого Михаила и Святого Георгия[1] (1902)